# Manono I
Manono I era la gran jefa y princesa de Antiguo Hawái.

## Familia
La madre de Manono era la reina Kamakaʻimoku y su padre era el rey Alapainui, hijo de la reina Kalanikauleleiaiwi.
Manono era sobrina de la reina Kekuʻiapoiwa I de Maui.
Su prima era la gran jefa Kekuʻiapoiwa II, la madre del rey Kamehameha El Grande, soberano de la isla de Hawái.
Se casó con su hermano, el gran jefe Keōua, y su hija era la gran jefa Kiʻilaweau, madre del gran jefe Keaoua Kekuaokalani.